# 酔っぱらっちゃった
酔っぱらっちゃった（よっぱらっちゃった）は内海美幸が1982年にリリースした楽曲で通算6枚目のシングルである。

## 解説
30万枚のヒットを出し、カラオケファンに絶対的な支持を受ける。
ディスクジャケットが3パターン存在する。

## 収録曲
両曲とも、作詞：千家和也、作曲：浜圭介、編曲：高田弘
A面
1. 酔っぱらっちゃった（3分01秒）

B面
1. 心を奪われて（4分03秒）

## カバー
- 桂銀淑
- 小柳ルミ子
- 松島アキラ
- 永井裕子
- 山本みゆき
- 門倉有希
- 水田竜子